# Железная Балка

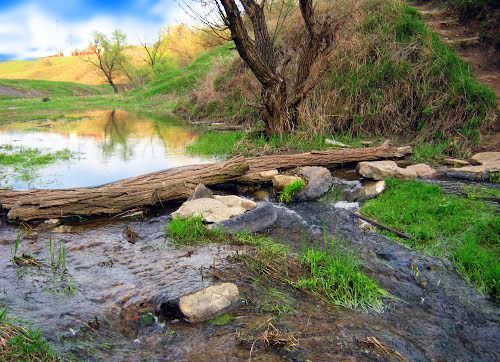
Железная балка

Железная Балка (укр. Залізна балка) — река в Донецкой области Украины, приток реки Кривой Торец (бассейн Дона).
Длина реки — 18 км, площадь бассейна — 119 км². Протекает по территории города Горловка. Исток находится в нескольких километрах от железнодорожной станции Никитовка. Берега не высокие, на реке устроен крупный пруд Железнянский, за которым поток образует водопад. В пойме находится известный в СССР уникальный природный рельефный мотодром, который сейчас используется в качестве площадки для проведения соревнований по маунтинбайкингу. В Железную балку впадают Соломенная, Скотоватая и Широкая Балки, за чертой города в реку сбрасываются стоки.
Первые казцкие поселения на берегу реки появились в XVII веке, а позже выросло село Железное, на землях крестьян этого села была заложена Корсуньская копь, вокруг которой образовался рабочий посёлок Горловка. На реке помимо Железного, которое давно слилось с городскими районами существует одноимённое село.
По версии краеведа Ирины Шевченко, название реки связано с наличием на берегах глины с содержанием низкокачественных руд железа.